# The Beach Boys' Christmas Album
| Recensione                    | Giudizio |
| ----------------------------- | -------- |
| AllMusic                      | [ 1 ]    |
| Encyclopedia of Popular Music | [ 2 ]    |
| The Rolling Stone Album Guide | [ 3 ]    |

The Beach Boys' Christmas Album, il settimo album in studio dei The Beach Boys, uscì il 19 dicembre 1964.

## Descrizione
L'album fu pensato come risposta a A Christmas Gift for You from Philles Records di Phil Spector (1963), un disco alle quali sedute di registrazione aveva partecipato Brian Wilson. Egli aveva suonato il piano nella canzone Santa Claus Is Coming to Town ma la sua esecuzione era stata scartata da Spector. Si tratta di un album a tema natalizio costituito da cinque nuove canzoni originali e da sette standard, che raggiunse la posizione numero 6 in classifica negli Stati Uniti.
Dei brani nuovi, Little Saint Nick era già conosciuto al pubblico, essendo stato un successo dei Beach Boys l'anno precedente.
Brian Wilson si occupò della produzione delle canzoni maggiormente "rock", mentre lasciò a Dick Reynolds (l'arrangiatore delle canzoni dei The Four Freshmen, un gruppo che Wilson idolatrava) l'orchestratura dei brani tradizionali di Natale ai quali i Beach Boys aggiunsero solo le parti cantate. L'album venne pubblicato sia in formato mono che stereo; il mixaggio stereo, preparato dall'ingegnere del suono Chuck Britz, si sarebbe rivelato essere l'ultimo mix stereo vero e proprio di un album dei Beach Boys sino a Friends del 1968.

## Tracce
1. Little Saint Nick (Brian Wilson)
2. The Man With All the Toys (Brian Wilson)
3. Santa's Beard (Brian Wilson)
4. Merry Christmas Baby (Brian Wilson)
5. Christmas Day (Brian Wilson)
6. Frosty the Snowman (S.Nelson/J.Rollins)
7. We Three Kings of Orient Are (John Hopkins)
8. Blue Christmas (B.Hayes/J.Johnson)
9. Santa Claus is Comin' To Town (Fred Coots/Haven Gillespie)
10. White Christmas (Irving Berlin)
11. I'll Be Home for Christmas (W.Kent/K.Gannon)
12. Auld Lang Syne (Traditional)

## Formazione
The Beach Boys
- Al Jardine - chitarra ritmica, voce, battito di mani
- Mike Love - voce, battito di mani
- Brian Wilson - basso, battito di mani, voce
- Carl Wilson - chitarra, battito di mani, voce
- Dennis Wilson - batteria, battito di mani, voce

Altri musicisti
- Eugene DiNovi - pianoforte
- Al Viola - chitarra
- Clifford Hils - basso
- Frankie Capp - batteria
- Bones Howe - percussioni
- Robert Barene, Arnold Belnick, Harry Bluestone, Jimmy Getzoff, Bernard Kundell, William Kurasch, Alfred Lustgarten, Lou Raderman, Henry Roth, Paul Shure, Marshall Sosson, Darrel Terwilliger - violino
- Jesse Ehrlich, Armand Kaproff, Raymond Kelley, Karl Rossner, Joseph Saxon, Frederick Seykora - violoncello
- Dorothy Ramsen - arpa
- Gene Cipriano, Billy Green, Robert Jung, Wilbur Schwartz - legni
- Virgil Evans, Henry Laubach, Oliver Mitchell, Al Porcino - tromba
- Urbie Green, Lew McCreary, Richard Nash - trombone
- David Duke, Arthur Maebe, Richard Perissi - corno francese
- Red Callender - tuba
  - Orchestra diretta da Benjamin Barrett
  - Arrangiamenti speciali: Dick Reynolds